# 莱里约
莱里约（法語：Leyrieu，法語發音：[lɛʁjø]）是法国伊泽尔省的一个市镇，属于拉图尔迪潘区。

## 地理
莱里约（45°45'28"N, 5°15'18"E）面积6.39 平方千米，位于法国奥弗涅-罗讷-阿尔卑斯大区伊泽尔省，该省份为法国东南部内陆省份，北起顺时针与安省、萨瓦省、上阿尔卑斯省、德龙省、阿尔代什省、卢瓦尔省和罗讷省。
与莱里约接壤的市镇（或旧市镇、城区）包括：圣罗曼-德雅利奥纳斯、韦尔纳、阿努瓦桑-沙特朗、克雷米约。

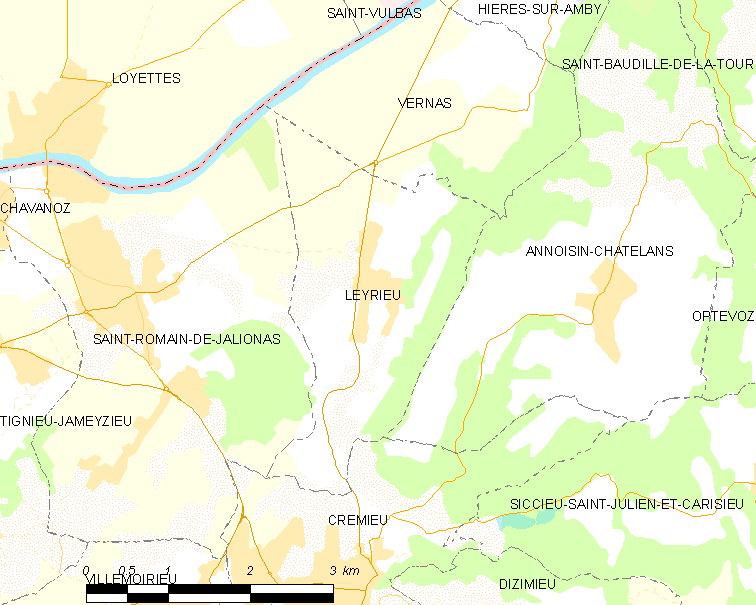
莱里约的OSM定位图

莱里约的时区为UTC+01:00、UTC+02:00（夏令时）。

## 行政
莱里约的邮政编码为38460，INSEE市镇编码为38210。

## 政治
莱里约所属的省级选区为沙尔维约-沙瓦尼厄县。

## 人口

1962-2008年间莱里约人口变化图示

莱里约于2022年1月1日时的人口数量为919人。